# ديريك آدمسون
ديريك آدمسون (بالإنجليزية: Derrick Adamson) هو منافس ألعاب قوى جامايكي، ولد في 24 مارس 1958 في أبرشية سانت ماري ‏ في جامايكا.

## وصلات خارجية
- ديريك آدمسون على موقع الاتحاد الدولي لألعاب القوى (الإنجليزية)
- ديريك آدمسون على موقع أوليمبيديا (الإنجليزية)
- ديريك آدمسون على موقع اتحاد ألعاب الكومنولث (مؤرشف) (الإنجليزية)